# Colville
Colville är administrativ huvudort i Stevens County i delstaten Washington i USA. Vid 2010 års folkräkning hade Colville 4 673 invånare.